# Crotalaria perpusilla
Crotalaria perpusilla là một loài thực vật có hoa trong họ Đậu. Loài này được Collett & Hemsl. miêu tả khoa học đầu tiên.